# Odense Sport & Event
Odense Sport & Event A/S, forkortet OS&E, er en dansk virksomhed, der blev dannet ved en fusion mellem Odense Boldklub A/S og Odense Congress Center. Fusionen fandt sted den 1. maj 2006. I december 2006 opkøbte OS&E koncertarrangøren JVB Concerts.
Odense Sport & Event arrangerer koncerter, kongresser og messer, og står også for driften af Odense Boldklub. I sommeren 2007 arrangerede OS&E således koncerten med Elton John på Fionia Park, hvor OS&E ejer Carlsberg-tribunen. OS&E ejer derudover Arena Fyn og de omliggende kongreshaller.

## Ejerforhold
OS&E er ejet af 3C Groups og der igennem Niels Thorborg. Bestyrelsesformand er Niels Thorborg.

## Økonomi
Odense Sport & Event A/S, kom ud af 2008 med et lille overskud før skat på cirka en halv million kroner. I 2007 havde selskabet et overskud på 10,3 millioner kroner. Omsætningen var i 2008 på 256 millioner kroner mod 205 millioner kroner året i 2007.